# Danton (couraçado)
O Danton foi um couraçado pré-dreadnought operado pela Marinha Nacional Francesa e a primeira embarcação da Classe Danton, seguido pelo Condorcet, Diderot, Voltaire, Mirabeau e Vergniaud. Sua construção começou em fevereiro de 1906 no Arsenal de Brest e foi lançado ao mar em julho de 1909, sendo comissionado em junho de 1911. Era armado com quatro canhões de 305 milímetros montados em duas torres de artilharia duplas, tinha um deslocamento normal de mais de dezoito mil toneladas e conseguia alcançar uma velocidade máxima de mais de dezenove nós.
O Danton serviu no Mar Mediterrâneo e suas principais atividades em tempos de paz consistiram em exercícios de rotina. A Primeira Guerra Mundial começou em julho de 1914 e o navio foi logo usado na escolta de comboios de tropas vindos do Norte da África. Depois disso foi transferido para patrulhar o Mar Adriático a fim de conter a Marinha Austro-Húngara. O couraçado passou por reformas em Toulon  no início de 1917, porém foi afundado em 19 de março pelo submarino alemão SM U-64 enquanto retornava para o Adriático. Seus destroços foram encontrados em 2007.

## Projeto
Embora os navios da classe Danton representassem uma melhoria significativa em relação à classe Liberté, especialmente com o aumento de deslocamento de 3 mil toneladas, eles foram superados pelo advento do dreadnought bem antes de serem concluídos. Isto, combinado com outras características desvantajosas, incluindo o grande peso em carvão que tinham que transportar, fez deles navios pouco bem-sucedidos, embora seus numerosos canhões de tiro rápido fossem de alguma utilidade no Mediterrâneo.
O Danton tinha 146,6 metros de fora a fora e tinha uma boca de 25,8 metros, além de um calado de 9,2 metros. Ele deslocava 19 736 toneladas com carga máxima e tinha uma tripulação de 681 oficiais e soldados. Ele era movida por quatro turbinas a vapor Parsons com vinte e seis caldeiras Belleville, sendo o primeiro couraçado francês a usar turbinas. Essas caldeiras foram avaliadas em 16 800 kW e lhe proporcionavam uma velocidade máxima de cerca de 19 nós (35 quilômetros por hora). O armazenamento de carvão consistia em 2 027 toneladas.
A bateria principal do Danton consistia em quatro canhões de 305 milímetros/45 Modèle 1906 montados em duas torres de canhões gêmeas, uma na proa e uma na popa. A bateria secundária consistia em doze canhões de 240 milímetros/50 Modèle 1902 em torres duplas, três de cada lado do navio. Vários canhões menores foram transportados para defesa contra torpedeiros. Entre eles estavam dezesseis canhões L/65 de 75 milímetros e dez canhões de 47 milímetros. O navio também estava armado com dois tubos de torpedos de 450 milímetros. O cinturão principal do navio era de 270 milímetros de espessura e a bateria principal era protegida por até 300 milímetros de armadura. A torre de comando também tinha 300 milímetros de espessura nas laterais.

## Serviço
O Danton foi batido no Arsenal de Brest em fevereiro de 1906. O seu lançamento estava previsto para Maio de 1909, mas os ativistas socialistas impediram que o navio deixasse as docas, e por isso o lançamento foi adiado para 4 de Julho de 1909. Após concluir o trabalho de equipamento, ele foi comissionado na Marinha Francesa em 1º de junho de 1911. Uma semana depois de concluída, ele foi enviado ao Reino Unido para presenciar a coroação de Jorge V em 1911. Após seu retorno à França, o Danton foi para o 1º Esquadrão de Encouraçados em abril de 1912, junto com seus cinco navios irmãos. Mais tarde naquele ano, ao largo de Hyères, no Mediterrâneo, o Danton sofreu uma explosão em uma de suas torres de tiro, que matou três homens e feriu vários outros. Em 1913, o esquadrão foi acompanhado pelos dois dreadnoughts Courbet e Jean Bart.
O Danton serviu na Primeira Guerra Mundial na Frota Francesa do Mediterrâneo. Com a eclosão da guerra, no início de agosto de 1914, ele foi designado para guardar comboios que traziam soldados franceses do Norte da África, para proteger do ataque do cruzador de batalha alemão SMS Goeben e o cruzador ligeiro SMS Breslau, que operavam na área. Na época, ele permaneceu no 1º Esquadrão de Batalha ao lado de seus navios irmãos, sob o comando do Vice-Almirante Chocheprat. Em 16 de agosto, o comandante naval francês, Almirante de Lapeyrère, levou a maior parte da frota francesa de Malta para a entrada do Adriático para manter a Marinha Austro-Húngara encurralada.

### Naufrágio

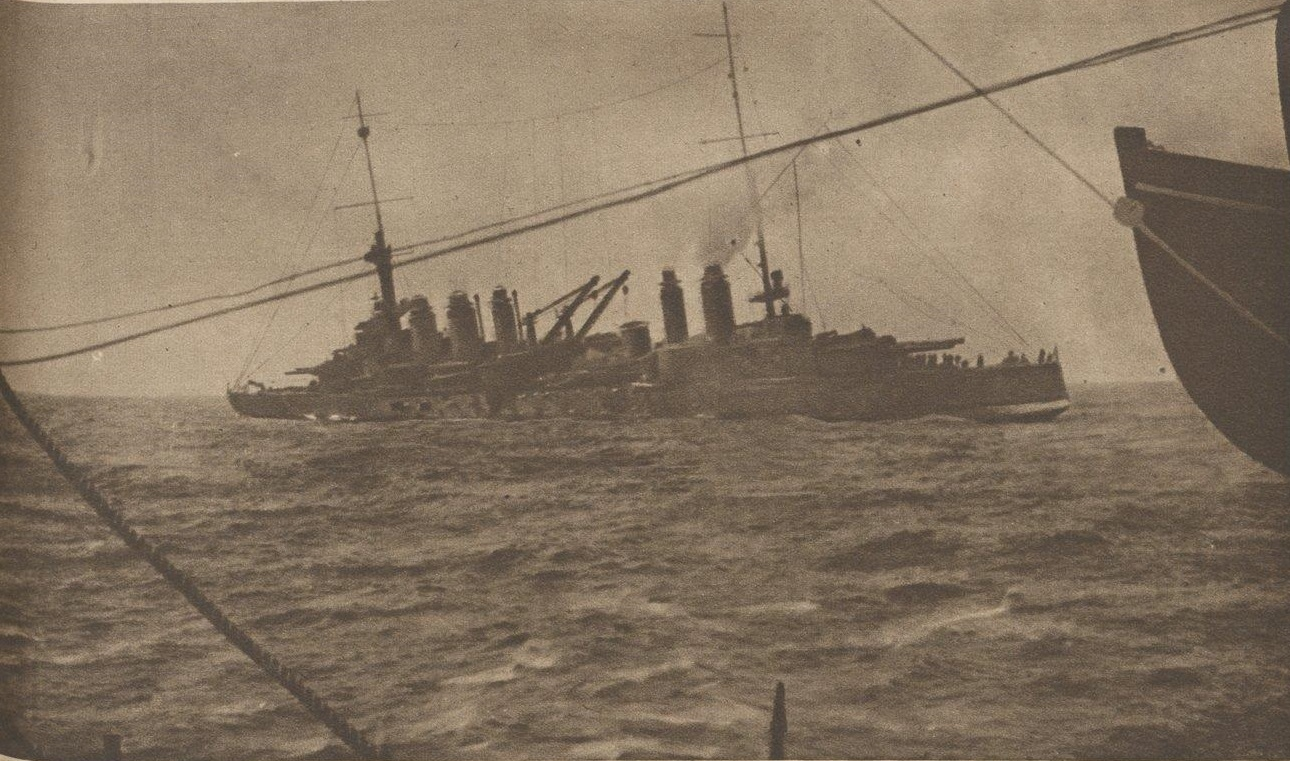
Danton afundando em 19 de Março de 1917.

O Danton, comandado pelo Capitão Delage, foi torpedeado pelo U-64, comandado pelo Kapitänleutnant Robert Moraht, às 13h17 do dia 19 de março de 1917, 35 quilômetros a sudoeste da Sardenha. O couraçado estava retornando ao serviço após uma reforma em Toulon e estava com destino à ilha grega de Corfu para se juntar ao bloqueio aliado do Estreito de Otranto. O Danton estava transportando mais homens do que o normal, pois muitos eram tripulantes de outros navios em Corfu. O navio estava ziguezagueando para frustrar os submarinos inimigos, mas foi atingido e afundou em 45 minutos; 806 homens foram resgatados pelo contratorpedeiro Massue e barcos patrulha próximos, mas 296, incluindo o capitão Delage, afundaram com o navio. O Massue atacou o U-64 com cargas de profundidade, mas o U-boat conseguiu escapar do seu atacante.

## Descoberta
Em Fevereiro de 2009, foi tornado público que no final de 2007 os destroços do navio foram descobertos “em condições notáveis” durante uma pesquisa submarina entre a Itália e a Argélia para o gasoduto GALSI. O naufrágio está em 38° 45′ 35″ N, 8° 03′ 30″ L, afundado a poucos quilômetros de onde se pensava, estando ereta ecom muitas de suas torres de canhão intactas a uma profundidade de mais de 1.000 metros.

#### Online
- Amos, Jonathan (19 de fevereiro de 2009). «Danton wreck found in deep water». BBC News. Consultado em 19 de fevereiro de 2009
- «Wrecksite, "Danton SS"». Consultado em 21 de fevereiro de 2009
- Krajnak, Deb (19 de fevereiro de 2009). «French battleship intact after nearly a century under water». CNN. Consultado em 21 de fevereiro de 2009